# Converxencia XXI
Converxencia XXI (en català: Convergència XXI) és una força política de Galícia que es defineix com galleguista, de centre democràtic, reformista, aconfessional i liberal tant social com econòmicament. El seu objectiu és defensar els interessos col·lectius de Galícia, a fi de generar les millors condicions per al desenvolupament dels seus ciutadans dins d'un federalisme europeu.

## Història

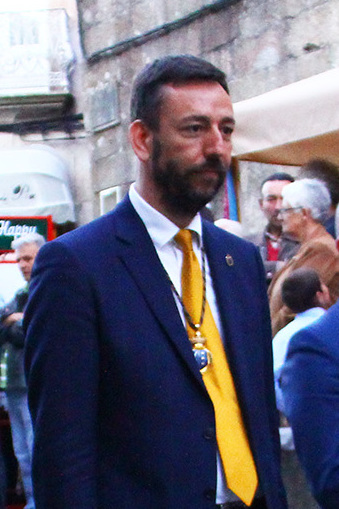
Carlos Vázquez Padín, president de Converxencia XXI.

Converxencia XXI fou inscrita al Registre de Partits Polítics del Ministeri de l'Interior el 4 de maig de 2009. El seu president és el o tudense Carlos Vázquez Padín, elegit Secretari General o 2 d'octubre de 2010 al I Congrés de l formació, i reelegit el 24 de setembre de 2011 junt amb una nova executiva nacional al II Congrés del partit.
El 3 de març de 2012 va tenir lloc la I Conferència Política de Converxencia XXI a Santiago de Compostel·la.
Al III Congrés Nacional de la formació, celebrat la tardor de 2012 a Santiago de Compostel·la, Carlos Vázquez Padín fou nomenat President Nacional del Partit, mentre que Garcilaso de la Vega López fou elegit Secretari General del Partit.
En el terreny estudiantil, Converxencia XXI té com a referència l'Asociación Liberal do Estudantado Galego.

## Eleccions municipals de 2011
Converxencia XXI es presentà per primer cop a unes eleccions a les eleccions municipals espanyoles de 2011 a Galícia, presentant candidatures a quatre municipis: la Corunya, Santiago de Compostel·la, Vigo i Tui. Van obtenir un únic regidor, a l'ajuntament de Tui, el secretari general del partit, Carlos Vázquez Padín.

## Eleccions generals espanyoles de 2011
Per primc en a història de la democràcia a Espanya, alguns partits foren obligats a presentar un nombre mínim de signatures per a poder participar en les eleccions generals espanyoles de 2011. Fins aleshores la participació era lliure. Converxencia XXI presentà les signatures en forma d'aval i guanyà el dret a participar en les quatre circumscripcions gallegues, presentant llistes a La Corunya, Lugo, Ourense i Pontevedra i aconseguint el 0,08% dels vots vàlids emesos a Galícia.
| Circumscripció | Vots  | %     | Escons |
| -------------- | ----- | ----- | ------ |
| La Corunya     | 505   | 0,07% | 0      |
| Lugo           | 241   | 0,11% | 0      |
| Ourense        | 185   | 0,09% | 0      |
| Pontevedra     | 505   | 0,09% | 0      |
| TOTAL GALÍCIA  | 1.436 | 0,08% | 0      |

## Eleccions gallegues de 2012
A les eleccions al Parlament de Galícia de 2012 del 21 d'octubre de 2012 baixaren fins als 1.056 vots, el 0,07% dels sufragis vàlids emesos.

## Eleccions europees de 2014
A les eleccions al Parlament Europeu de 2014 no es presentaren i van demanar el vot per al Partit Llibertari, que va obtenir 658 vots a Galícia (de nou, el 0,07% dels sufragis vàlids emesos a Galícia).

## Eleccions municipals de 2015
A les Eleccions municipals espanyoles de 2015 Converxencia 21 només va presentar candidatures als municipis de Santiago de Compostel·la i Tui. Va aconseguir dos regidors a Tui, municipi on assolí el seu millor èxit electoral en ser la tercer força més votada després del PPdeG i el PSdeG-PSOE.